# Collaterale Raden
De Collaterale Raden waren de regeringsraden die de landvoogden in de Habsburgse Nederlanden van advies dienden. Na de reorganisatie van de centrale regering door keizer Karel V per 1 oktober 1531 waren er de volgende drie collaterale raden:
- De Raad van State (Frans: Conseil d'Etat) was in principe het belangrijkste orgaan en bestond uit 12 hoge edelen, die vooral afkomstig waren uit het zuiden. Deze raad was bevoegd voor buitenlandse zaken en oorlog. In de praktijk verloor de Raad van State geleidelijk aan meer invloed, dit ten gunste van vooral de Geheime Raad.

f
- De Geheime Raad (Frans: Conseil Secret) was meer een juridisch adviescollege en bestond uit beroepsambtenaren en rechtsgeleerden. Deze raad was bevoegd voor binnenlandse zaken en justitie. In het kader van de centraliseringspolitiek van de vorsten in de loop van de zestiende, zeventiende en achttiende eeuw werd de invloed van de Geheime Raad steeds groter. Reden was dat de juristen in deze raad financieel afhankelijk waren van de keizer of koning en bijgevolg geacht werden loyaler te zijn dan de edelen die in de Raad van State zetelden.

- De Raad van Financiën (Frans: Conseil des Finances) bestond sinds de reorganisatie uit drie hoge edelen, die werden bijgestaan door verschillende financiële deskundigen, namelijk een thesaurier-generaal, twee of drie commiezen, een ontvanger-generaal, een secretaris en een griffier. De Raad van Financiën was bevoegd voor de overheidsfinanciën en het beheer van de vorstelijke domeinen.

De collaterale raden werden bijgestaan door een kanselarij die formeel onder verantwoordelijkheid van de Geheime Raad viel, maar die in de praktijk voor de gehele Brusselse regering werkte.
Voor de in 1531 ingestelde Collaterele Raden bestond reeds de Hoge Raad of Grote Raad van Mechelen, die al in de 15e eeuw was opgericht als hoogste college van de rechterlijke macht in de gewesten.
Het systeem van de drie Collaterale Raden bleef in gebruik tot het einde van het ancien régime. Slechts gedurende enkele korte periodes, zoals tijdens het Angevijnse regime (1702-1706/1711) en tijdens de eerste jaren van het Oostenrijkse bewind in de Nederlanden (1718-1725) werden de drie Raden vervangen door één Algemene Regeringsraad.